# Il caldèras
Il Caldèras è un romanzo di Carlo Sgorlon del 1988, vincitore l’anno seguente del Premio Napoli.
Narra la vita di Sindel il caldèras (calderaio), zingaro d'origine ma lentamente trasformato in gagè dalla sua stessa indole e cultura, pur mantenendo nello spirito le più importanti caratteristiche dei rom.

## Trama
Una tragedia colpisce gli abitanti di un paese e gli zingari accampati nei dintorni: per una fatalità il pane avvelenato dalla segale cornuta provoca la morte di diverse persone. Il vecchio Vissalòm prende il piccolo Sindel, rimasto orfano per questo motivo, e parte con il suo carrozzone perché gli zingari sono sempre incolpati di tutte le disgrazie che succedono. 
Iniziano a vagare di paese in paese, perdendo nella fuga tutto il resto della loro "kumpania". Si accampano sempre più spesso nei pressi di Fajêt. Sindel chiede spesso della sua famiglia d'origine, ma Vissalòm dà sempre risposte evasive. Il bambino impara da lui il mestiere di calderaio, dimostra una vivace intelligenza e curiosità che lo spingono ad imparare a leggere da solo e a conoscere la storia del suo popolo attraverso le leggende raccontate da Vissalòm.
Durante la prima guerra mondiale i due zingari scappano, come gran parte della popolazione di Fajêt, per allontanarsi dalla zona del fronte. Entrano nelle simpatie dei militari e spesso si ritrovano a suonare il violino per i soldati della retroguardia. Finita la guerra ritornano a Fajêt e Sindel vive una crisi esistenziale, non sa se riconoscersi tra gli zingari, che vede sempre meno spesso, o tra i popoli romaní, la gente comune. Incomincia ad interessarsi alle donne, attratto da Minna anche come figura materna che non ha mai avuto. Comprende che se vuole una compagna deve trovarla tra la sua gente. Convince Vissalòm a recarsi al grande raduno della Camargue, di cui il vecchio ha sempre parlato, partono quindi da Fajêt.
Prima di attraversare le Alpi il vecchio muore, Sindel si ritrova sperduto e spaventato, decide dunque di tornare a Fajêt, l'unico luogo dove si sente tra amici.
Dopo un primo periodo in cui vive come un selvaggio, guidato da Minna impara a prendersi cura della casa che ha occupato e riprende a lavorare.
Frequenta Francesco e i suoi amici anarchici, s'innamora di Tereža, che aveva conosciuto da bambino. Vive la prima delusione d'amore, quando scopre che Tereža si è sposata con Ottone, il despota del paese vicino, Torrasco. Minna, impietosita ed attratta dall'intelligenza e dalla spontaneità di Sindel, decide di fargli conoscere i misteri della donna. Convivono per un periodo, ma Sindel è ossessionato dalla cultura zingaresca: vuole sposare la donna ed avere figli con lei. Per costringerlo a lasciala, Minna lo tradisce con uno dei suoi amici. Continua però ad aiutarlo, gli procura un contatto per vendere alcuni manufati in rame attraverso il conte Federico. Dopo un periodo di relativa tranquillità Sindel si sente costretto a fuggire dai suoi paesi, ha paura di finire in carcere perché sospettato di aver avvelenato del vino. Trova rifugio in un carrozzone di zingari, ma non si sente a suo agio.
Viene comunque arrestato, imprigionato, processato ed assolto per mancanza di prove.
Il conte Federico gli trova una casa lontano dal paese, in cui vive con Tereža, che nel frattempo ha abbandonato il marito. Poiché si era sposata con un ricatto, aiutata dal conte cerca di far annullare il matrimonio. Gli abitanti dei paesi in cui sono costretti a nascondersi solidarizzano con la coppia clandestina. Inaspettatamente Ottone muore, lasciando tutti i suoi possedimenti, ottenuti con scaltrezza a scapito del paese e del conte, a Tereža, che ora può sposare Sindel solo in Chiesa (per lo stato egli non esiste poiché non ha mai avuto documenti). I due aiutano gli abitanti di Torrasco ed offrono rifugio a tutte le carovane di zingari che passano da quelle parti.
Scoppia in quel periodo la seconda guerra mondiale, gli eventi si susseguono con la deportazione di Tereža (ebrea d'origine) e con l'entrata del protagonista nella resistenza, a modo suo, organizzando gruppi di zingari. Verso la fine della guerra Sindel muore, Tereža torna dai campi di concentramento profondamente cambiata.

## Personaggi
Sindel: è il protagonista de Il caldèras. Orfano fin da bambino, non conosce il suo cognome, così, quando il nonno adottivo Vissalòm gli racconta la storia di Vaclav Lavra, decide di farsi chiamare Sindel Lavra.
Nel periodo della clandestinità è costretto ad usare documenti falsi con il nome di Romeo Laura, mentre non è chiaro con quale nome, durante la seconda guerra mondiale, ottenga delle tessere annonarie false.
In seguito, entrando a far parte della Resistenza, adotta Lavra come nome di battaglia.

## Edizioni
- Il Caldèras, Collana Scrittori italiani e stranieri, Milano, Arnoldo Mondadori Editore, 1988,  p. 334, ISBN 88-04-398-30-2. - Introduzione di Giuseppe Amoroso, Collana Oscar Narrativa n.1045, Mondadori, 1990; Collana Oscar Bestsellers n.464, Mondadori, 1995.
- Il Caldèras, a cura di Daniela Ciocca e Tina Ferri, Collana Le Cicale, Arnoldo Mondadori Scuola, 1991-1994.